# Genovaitė Ramoškienė
Genovaitė Ramoškienė (nacida como Genovaitė Šidagytė, 12 de mayo de 1945) es una deportista soviética que compitió en remo.
Participó en los Juegos Olímpicos de Montreal 1976, obteniendo una medalla de bronce en la prueba de doble scull. Ganó dos medallas en el Campeonato Mundial de Remo, en los años 1974 y 1975, y cuatro medallas en el Campeonato Europeo de Remo entre los años 1967 y 1973.

## Palmarés internacional
| Juegos Olímpicos   | Juegos Olímpicos         | Juegos Olímpicos  | Juegos Olímpicos |
| Año                | Lugar                    | Medalla           | Prueba           |
| ------------------ | ------------------------ | ----------------- | ---------------- |
| 1976               | Montreal (Canadá)        | Medalla de bronce | Doble scull      |
| Campeonato Mundial |                          |                   |                  |
| Año                | Lugar                    | Medalla           | Prueba           |
| 1974               | Lucerna (Suiza)          | Medalla de plata  | Scull individual |
| 1975               | Nottingham (Reino Unido) | Medalla de bronce | Scull individual |
| Campeonato Europeo |                          |                   |                  |
| Año                | Lugar                    | Medalla           | Prueba           |
| 1967               | Vichy (Francia)          | Medalla de bronce | Scull individual |
| 1969               | Klagenfurt (Austria)     | Medalla de oro    | Scull individual |
| 1970               | Tata (Hungría)           | Medalla de bronce | Scull individual |
| 1973               | Moscú (URSS)             | Medalla de oro    | Scull individual |